# 战地5
《戰地風雲5》是一款由EA DICE开发，艺电发行的第一人称射击游戏。本作是《战地》系列的第14款作品，以第二次世界大战中“未闻，未见，未被呈现”的各个方面为游戏主题。

## 游戏设定
《战地5》依旧保留了小队作战的核心玩法，玩家会被按照轴心国与同盟国分为两个敌对阵营，在坦克的掩护下战斗。玩家将可以建造掩体或破坏建筑物，摧毁敌方载具或击杀敌方玩家。玩家可以成为“突击兵”，“医护兵”，“支援兵”和“偵察兵”四种兵种，并可以驾驶飞机和坦克等多种载具。小队玩家可以互相重生和复活。
本作取消了付费货币微交易和高级通行证，所有的武器皮肤和角色皮肤都会进行标价，而新的内容会进行免费更新。这一设计受到了《星球大战：前线II》中开箱系统的恶评的影响。

## 剧情

### 无旗英雄
1942年春，银行抢劫犯亚瑟·布里杰的儿子比利·布里杰（玩家可操纵角色）被定罪入狱后，被军官乔治·梅森看中并加入了特种小艇部队。小队按指示潜入了被德国占领的北非以破坏德军的空中力量，在第一个机场却出师不利，比利的炸弹未能摧毁敌军飞机，只得使用防空炮把升空的飞机击落，梅森在交战中负伤。两人抢夺了一辆德军载具前往第二处空军基地，由于梅森负伤，比利独自潜入山谷，摧毁了德军的两处雷达和机场的补给库，还进入了德军的通信堡垒，拿到了医疗用品并利用电台呼叫了英军战舰。两人驱车路上，比利谈及此事，梅森惊觉不妙，发现此时德军大部队已经追赶而至。两人驶入一处村庄废墟，梅森向比利表达了他的尊重和鼓励，两人与德军展开搏斗。最终英军战舰到达，德军在战舰炮击下溃逃。事后，比利和梅森在前往下一个任务时对彼此都有了新的理解。

### 北极之光
故事基于破坏挪威德军重水厂行动改编。

1943年春，挪威尤坎，抵抗军成员阿斯特丽德带领一支英国突击队试图渗透德国占领的工厂设施时被捕，其他人则全数被害。与此同时，她的女儿苏薇（玩家可操纵角色）闯入了工厂大楼营救母亲，然而阿斯特丽德拒绝离开，因为该工厂正在为德国的核武器研发生产重水。她在办公楼找到了德军的情报和地图，并与苏薇分头摧毁工厂的机电设施。但就在撤离过程中两人被困大桥，阿斯特丽德把情报文件交给苏薇后将其推下大桥跌入峡谷，自己则再次被捕。苏薇携带情报走出了极寒的峡谷，来到了德军的港湾基地，摧毁了留在货运码头的重水，并焚毁了警察局的资料。此时德军行动加快，部分重水已经被装载到一艘潜艇上。被抓捕并送上潜艇的阿斯特丽德偷得一枚手榴弹并拉开引爆，最终摧毁了潜艇和最后的重水。

### 非裔步兵
故事在年迈老兵德莫（玩家可操纵角色）的回忆中展开。

1944年秋，盟军在诺曼底登陆后，塞内加尔铁骑兵被派去帮助法国从德国占领下解放，新兵德莫和伊祖沙参与其中。但他们来到普罗旺斯后被法国本土军人歧视，只让他们做杂工而不准他们上前线。最终兵团被允许参加对德军重兵防守的阵地的攻击，摧毁防守该地区的三个战壕火炮阵地并占领支援点。战斗胜利后，伊祖沙考虑到指挥官已死亡而不愿继续进攻，但德莫希望乘着士气高涨继续推进，并说服了队员们。部队继续穿越树林推进到高射炮制高点并成功击退德军。一名被遗留的受伤德军吹嘘说，他们将被包围反击而消灭，而且没有人会知道他们的战事。无望的伊祖沙担心他不能活着回家见家人，考虑撤退，但德莫坚持计划攻其不备，继续推进攻入德军占领的山顶庄园。但德军在庄园内重兵把守，甚至有虎式坦克伏击，兵团伤亡惨重，伊祖沙牺牲自己而摧毁了虎式坦克。德军溃败，随后法国士兵队伍进入了庄园，队员们纷纷拍打德莫的肩膀以示认可。

但随着战争结束，法国撤出了外籍兵团，也不愿认可他们的功绩。超过二十万步兵战士参与了法国解放战争，直到2010年，法国授予三万名幸存的塞内加尔殖民地步兵全额抚恤金；2017年，奥朗德总统授予28名塞内加尔步兵成员法国公民身份。

### 猛虎末路
1945年春，奥马尔·布拉德利率军突破边境，纳粹德国节节败退。德军的坦克指挥官彼得·穆勒（玩家可操纵角色）和他的组员——深受纳粹思想洗脑的主炮手史罗德、希望停战的司机克滋以及身心脆弱的装填手哈特曼驾驶虎式坦克（玩家可操纵载具）参加了抵御美军攻占的莱茵河-鲁尔河防卫战。按照总部命令，车组一路上击退美军，摧毁了火炮阵地，到达铁路广场歼灭了美军的装甲纵队。但这时美军空军来袭，车组撤退到一处废墟中躲避。史罗德强迫哈特曼离开坦克外出探路，哈特曼很快失去踪影，随后车组发现更大规模的美军装甲部队正在推进，他们只好迅速撤出，按照电台指引前往德军前锋基地。路上他们再次遭到空袭导致坦克瘫痪，穆勒徒步前往占领防空火力点并击毁美军空中力量。克滋修好坦克前来接应，唯独无线电损坏无法修复。接着穆勒继续徒步前往基地，偷回了德军的机密文件后，驾驶坦克前往教堂总部处整队。坦克开进狭窄的居民区，沿途有不少流离失所、痛失亲人的德国平民，两旁路灯、树上吊死了很多“背叛国家”的军人，包括先前失踪的哈特曼。车辆来到教堂总部，却发现这里完全被毁。穆勒找到一台无线电，听到“死守教堂，掩护撤退”的命令，这时美军已包围了教堂区。虎式坦克车组背水一战，美军步步紧逼，车组只好驶向大桥会合主军团。然而大桥却遭到密集的炮火摧毁，虎式坦克的履带也在炮火中损毁。绝望的克滋走出车外，希望穆勒放自己一条生路，却被狂热好战的史罗德开枪击毙。当穆勒抱着他朋友的尸体时，美国士兵赶到，再次要求他们投降，但狂热的史罗德继续战斗。穆勒扔掉了他的十字章，举起手投降，愤怒的史罗德用MP40对准了他。屏幕转为黑色，听到一阵枪声，穆勒的命运变得模糊不清（由于本章开头有着穆勒的战后自白，因此他应该得以存活）。

## 地圖
太平洋戰場：
硫磺島、太平洋風暴(虛構)、威克島、索羅門群島
歐洲戰場：鹿特丹、毀滅、鋼鐵熔爐、普羅旺斯、阿拉斯、戰車風暴、羅弗敦群島、納爾維克、菲耶爾652、瑪莉塔、水星行动、地下行動(虛構)
非洲戰場：
艾爾舒丹、岩漠、小型飛行場

## 开发
《战地5》是由EA旗下DICE团队开发、2002年问世至今已16年的《战地》系列全新作品，采用不同于前一代《战地1》第一次世界大战战场的场景，加入前所未见的大规模多人模式，提供逼真的画面与音效，导入新的模式与新的体验，以及收录引人入胜的战争故事，同时本作首次支持简体中文。
EA公布《战地5》（Battlefield V）的发行消息，此续作将于11月20日推出，并将玩家带回第二次世界大战的世界。並宣布GeForce GTX是《战地 5》的指定 PC 游戏平台。
DICE 的资深製作人，Andreas Morell表示:「针对《战地5》，我们希望能与和我们一样对 PC 游戏充满热情的伙伴进行合作。」「结合我们才华洋溢的开发团队，与 NVIDIA先进的游戏技术和可靠的GeForce PC游戏平台，我们能创造最真实、富临场感且视觉效果令人震撼的《战地5》游戏体验。」
NVIDIA的工程师已与DICE的《战地5》开发人员合作，以便将GeForce游戏平台之最带给 PC 游戏玩家，也就是说，GeForce Experience将为《战地5》提供Game Ready驱动程式、最佳游戏设定与其他NVIDIA平台功能。
戰地5於2020年4月24日宣告第六章為最後一個章節,並預計在六月推出最後一個更新。及後將不再進行任何更新。
戰地5官方推特表示:「There will be no new chapter but there will be a standalone update this summer with new content, weapons, and game tweaks.」 -  戰地5將會沒有新的章節，但是今年夏天將會有獨立的更新，其中包含新的內容，武器和一些遊戲調整。

## 评价

### 争议
在《战地5》宣传片发布后，有玩家就花俏的服装和女兵的登场，以及没有展示納粹旗幟等各方面与历史不符向艺电表示了反对，並批評開發商“過份政治正確”。EA DICE的总经理Oskar Gabrielson在Twitter上回应，他希望《战地5》在能代表人类历史上一部分伟大时刻的同时，让玩家有选择和自订角色的权利。

## 股價
雖然 EA 向玩家解釋了《戰地風雲 5》延遲上市的理由，但因為下調了玩家預訂淨收入預測值，加上遊戲推遲的消息，也讓 EA 的股價一開盤就下跌了 7.7%。